# Filippa K
Filippa K grundades 1993 i Stockholm, av Filippa Knutsson, tillsammans med dåvarande maken Patrik Kihlborg och affärspartnern Karin Segerblom. 
De första Filippa K-butikerna öppnades 1997 i Stockholm och Oslo och företaget har sedan dess expanderat till 50 butiker i 20 länder och med över 700 återförsäljare.
2005 gick företaget Novax, Axel Johnssons-koncernens investmentbolag, in som delägare och är idag majoritetsägare.
Filippa Knutsson är dotter till Lars Knutsson.